# Puiseux-Pontoise
Pour les articles homonymes, voir Puiseux.
Puiseux-Pontoise est une commune française située dans le département du Val-d'Oise en région Île-de-France.

## Géographie

### Description
Puiseux-Pontoise fait partie de la ville nouvelle de Cergy-Pontoise, dont elle est la commune la moins peuplée. Elle se situe à environ 30 km au nord-ouest de Paris.
Elle est desservie par l'autoroute A15 et l'ancienne route nationale 14, l'actuelle RD 14 qui traverse la commune.

### Communes limitrophes
Les communes limitrophes sont  Boissy-l'Aillerie, Cergy, Courcelles-sur-Viosne, Courdimanche, Montgeroult, Osny et Sagy.
| Courcelles-sur-Viosne | Montgeroult      | Boissy-l'Aillerie |
| Sagy                  | Puiseux-Pontoise | Osny              |
| Courdimanche          | Cergy            |                   |

### Hydrographie
La commune est limitée au nord par les marais de Boissy-l'Aillerie et la vallée de la Viosne, un affluent de l'Oise et donc un sous-affluent de la Seine.

### Climat
Pour des articles plus généraux, voir Climat de l'Île-de-France et Climat du Val-d'Oise.
En 2010, le climat de la commune est de type climat océanique dégradé des plaines du Centre et du Nord, selon une étude du CNRS s'appuyant sur une série de données couvrant la période 1971-2000. En 2020, Météo-France publie une typologie des climats de la France métropolitaine dans laquelle la commune est exposée à un climat océanique et est dans la région climatique  Sud-ouest du bassin Parisien, caractérisée par une faible pluviométrie, notamment au printemps (120 à 150 mm) et un hiver froid (3,5 °C). 
Pour la période 1971-2000, la température annuelle moyenne est de 11,1 °C, avec une amplitude thermique annuelle de 14,8 °C. Le cumul annuel moyen de précipitations est de 684 mm, avec 10,9 jours de précipitations en janvier et 7,8 jours en juillet. Pour la période 1991-2020, la température moyenne annuelle observée sur la station météorologique la plus proche, située sur la commune de Boissy-l'Aillerie à 1 km à vol d'oiseau, est de 11,2 °C et le cumul annuel moyen de précipitations est de 635,8 mm,. Pour l'avenir, les paramètres climatiques de la commune estimés pour 2050 selon différents scénarios d'émission de gaz à effet de serre sont consultables sur un site dédié publié par Météo-France en novembre 2022.
| Mois                                  | jan.             | fév.           | mars           | avril           | mai           | juin          | jui.          | août          | sep.            | oct.          | nov.             | déc.           | année      |
| ------------------------------------- | ---------------- | -------------- | -------------- | --------------- | ------------- | ------------- | ------------- | ------------- | --------------- | ------------- | ---------------- | -------------- | ---------- |
| Température minimale moyenne (°C)     | 1,6              | 1,4            | 3,2            | 4,8             | 8,2           | 11            | 12,9          | 12,8          | 10              | 7,7           | 4,4              | 2,1            | 6,7        |
| Température moyenne (°C)              | 4,3              | 4,8            | 7,6            | 10,2            | 13,6          | 16,7          | 18,9          | 18,8          | 15,5            | 11,9          | 7,5              | 4,7            | 11,2       |
| Température maximale moyenne (°C)     | 7                | 8,2            | 12             | 15,6            | 19            | 22,3          | 24,9          | 24,9          | 21              | 16            | 10,7             | 7,4            | 15,8       |
| Record de froid (°C) date du record   | −17,8 17.01.1985 | −15,4 07.02.12 | −11,1 13.03.13 | −4,6 12.04.1986 | −1,6 06.05.19 | 1 05.06.1991  | 4 01.07.1960  | 3,1 26.08.18  | −0,6 20.09.1952 | −5,2 28.10.03 | −10,2 24.11.1998 | −16 07.12.1969 | −17,8 1985 |
| Record de chaleur (°C) date du record | 15,5 05.01.1999  | 20 27.02.19    | 25,6 31.03.21  | 29,3 18.04.1949 | 32,5 27.05.05 | 37,1 27.06.11 | 41,6 25.07.19 | 39,2 12.08.03 | 35,5 08.09.23   | 28,8 01.10.11 | 21,7 01.11.14    | 17,4 07.12.00  | 41,6 2019  |
| Précipitations (mm)                   | 54,1             | 45,9           | 46,9           | 43,9            | 59,8          | 50,2          | 51,6          | 55,4          | 46,7            | 58,2          | 54,8             | 68,3           | 635,8      |

## Urbanisme

### Typologie
Au 1er janvier 2024, Puiseux-Pontoise est catégorisée ceinture urbaine, selon la nouvelle grille communale de densité à sept niveaux définie par l'Insee en 2022.
Elle appartient à l'unité urbaine de Paris, une agglomération inter-départementale regroupant 407  communes, dont elle est une commune de la banlieue,,. Par ailleurs la commune fait partie de l'aire d'attraction de Paris, dont elle est une commune de la couronne,. Cette aire regroupe 1 929 communes,.

### Occupation des sols

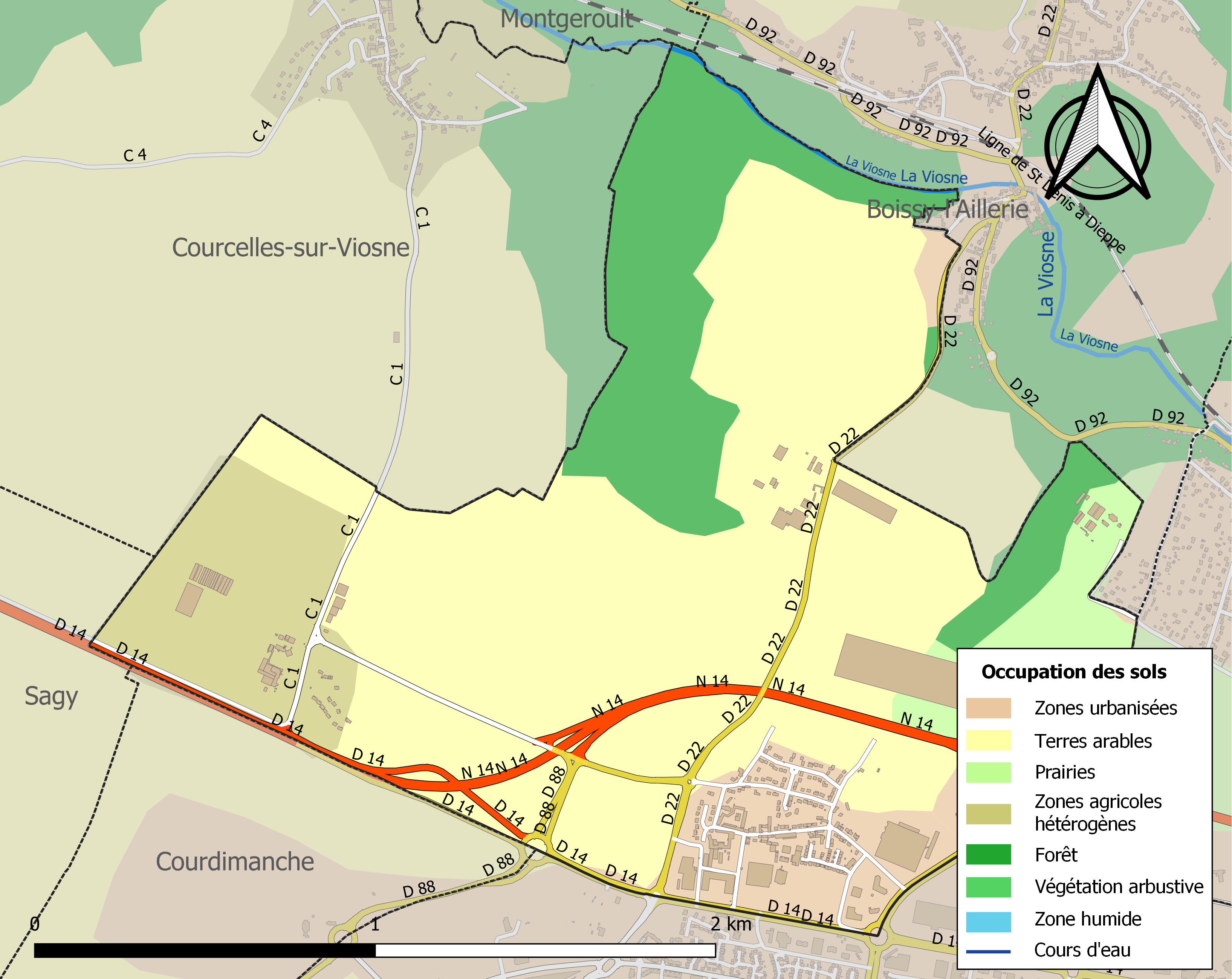
Carte des infrastructures et de l'occupation des sols de la commune en 2018 (CLC).

### Habitat et logement
En 2020, le nombre total de logements dans la commune était de 214, alors qu'il était de 130 en 2015 et de 129 en 2010.
Parmi ces logements, 92 % étaient des résidences principales, 0,9 % des résidences secondaires et 7,1 % des logements vacants. Ces logements étaient pour 68,8 % d'entre eux des maisons individuelles et pour 31,2 % des appartements.
Le tableau ci-dessous présente la typologie des logements à Puiseux-Pontoise en 2020 en comparaison avec celle du Val-d'Oise et de la France entière. Une caractéristique marquante du parc de logements est ainsi une proportion de résidences secondaires et logements occasionnels (0,9 %) inférieure à celle du département (1,4 %) mais supérieure à celle de la France entière (9,7 %). Concernant le statut d'occupation de ces logements, 77,1 % des habitants de la commune sont propriétaires de leur logement (83,1 % en 2015), contre 55,5 % pour le Val-d'Oise et 57,5 pour la France entière.
| Typologie                                               | Puiseux-Pontoise | Val-d'Oise | France entière |
| ------------------------------------------------------- | ---------------- | ---------- | -------------- |
| Résidences principales (en %)                           | 92               | 92,6       | 82,1           |
| Résidences secondaires et logements occasionnels (en %) | 0,9              | 1,4        | 9,7            |
| Logements vacants (en %)                                | 7,1              | 6          | 8,2            |

## Toponymie
Le nom de Puiseux-Pontoise provient du latin puteolum, puits[réf. nécessaire].

## Histoire
Des outils en silex du néolithique ont été découverts aux lieudits Le Bas de Boissy et Les Sables du Planite, ainsi qu'un silo et un fossé remontant à la fin du Hallstatt final ou à La Tène ancienne, et les vestiges d'une  ferme gauloise de La Tène finale ont été découverts au sud de la ZAC de la Chaussée Puiseux. Des  fosses du début de l'Antiquité ont également été relevées, démontrant ainsi  une occupation humaine très ancienne.
Situé sur la chaussée Jules-César, voie romaine de Lutèce à Lillebonne (près du Havre), une petite agglomération se développe, sa population servant probablement de relais, avec quelques fermes. Des fondations gallo-romaines ont été notées dans le Bois Angot. vers Courdimanche, et, au lieudit Le Champ-Tibout, des prospecteurs ont ramassé de la céramique datée du Ier au IVe siècle.
La tradition locale évoque un prieuré au croisement de la chaussée Jules-César et de l'ancien chemin de Meulan à Beauvais, au lieudit Saint-Léger, emplacement qui dépendait jusqu'en 1969 de Boissy-l'Aillerie.
Vers 1100, "Ite", femme de Foulques de Chaudry, et Guibert de Saint-Denis donnent les dîmes de Puiseux aux bénédictins de l'Abbaye Saint-Martin de Pontoise, qui nommait le curé de l'église et  exploitaient la grande ferme de la Seaule, sur le territoire actuel d'Osny. Le site de la maladrerie Sainte-Appoline se trouve, lui, sur Cergy.
Pendant la guerre de Cent Ans, en 1433, les godons prennent pillent et brûlent Puiseux, Courdimanche et Vauréal.
Le « petit château » se dressait à l'ouest de la rue de l'Église et  était relié par une galerie au « château moderne » dont la façade principale donnait sur une esplanade qui, au-delà de la route royale, se prolongeait par une allée d'arbres jusqu'au bois du Hazay. Le vaste parc aux allées en étoile s'étendait vers Boissy. Les communs longeaient la sente de la Dîme, remplacée en 1803 par la rue Neuve.
La ferme seigneuriale avec son pigeonnier circulaire se dressait au sud de l'église. En 1819, Charles Théophile Thomassin, régisseur du domaine depuis 1765, en devient propriétaire et fait démolir le château. Ses descendants occupent la ferme au pigeonnier carré qui donne sur la Grande-Rue.
Sous l'Ancien Régime, le village est rattaché au diocèse de Paris, parlement et intendance de Paris, élection et grenier à sel de Pontoise.

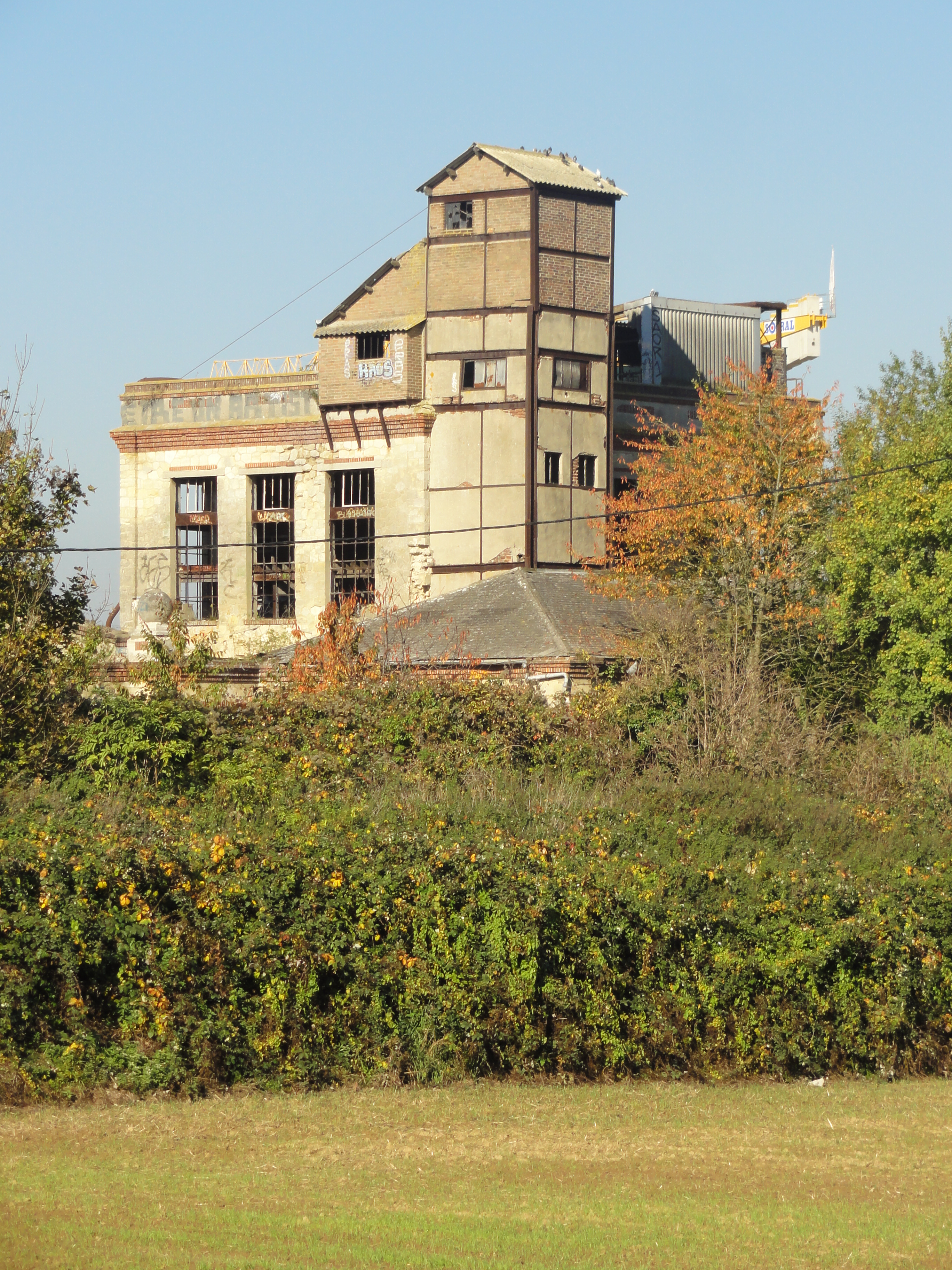
L'ancienne distillerie en 2015.

Le 15 août 1875 un orage cause de gros dégâts à Neuville, et dévasta Jouy-le-Moutier, Vauréal, Boisemont, Courdimanche, Osny, Cergy, Puiseux-Pontoise, et Pontoise.
Son activité reste essentiellement agricole, et ce jusqu'au XIXe siècle. Une petite activité industrielle s'y développe alors : une distillerie d'alcool de betterave est construite en 1913 face à l'écart du Point-du-Jour situé sur l'ancienne route royale reliant Paris à Rouen, et  qui n'a disparu que récemment, et une importante briqueterie, reconvertie de nos jours en fabrique de matériaux de construction.
Au début de la Première Guerre mondiale, en 1914 une batterie de DCA était installée à Puiseux.
L'évolution radicale de la commune intervient durant les années 1960 : en effet, le village est intégré à la ville nouvelle en construction de Cergy-Pontoise. Le village et ses deux hameaux (la Briqueterie et la Jardinerie) ont été pris dans la dynamique de la ville nouvelle essentiellement à la fin des années 1980. Les terres agricoles ont en majorité disparu, la population n'est plus totalement rurale, des équipements publics ont surgi de terre. Les grands travaux entrepris dès cette époque (réfection totale du réseau d'eau potable et d'assainissement, enfouissement des lignes électriques et téléphoniques, lancement des programmes de lotissements) ont permis de transformer « en douceur » la commune, qui reste un village tout en bénéficiant des équipements destinés à la population : un stade, une nouvelle école de trois classes, une mairie agrandie avec sa salle du conseil, une salle des fêtes.
Cette transformation de la commune s'est faite avec le concours du SAN pour la construction des équipements, et avec celui de l'EPA pour implanter quelques activités économiques et leurs emplois correspondants ; les activités nouvelles sont aujourd'hui partagées entre les activités industrielles, commerciales, de services et artisanales, créant ainsi un bon équilibre. Cette profonde mutation du village s'est faite avec la coopération d'une large majorité de la population, qui reste attachée aux racines de la commune tout en vivant bien son intégration dans l'agglomération de Cergy-Pontoise.

## Politique et administration

Cergy-Pontoise dans le département du Val-d'Oise.

Le territoire communal, qui s'étendait sur 590 ha a été réduit à 389 ha en 1969, agrandissant ceux de Cergy et d'Osny. Inversement, la commune a alors gagné 80 ha prélevés sur Boissy-l'Aillerie, au nord de la Chaussée Jules César

### Rattachements administratifs et électoraux
Jusqu’à la loi du 10 juillet 1964, la commune faisait partie du département de Seine-et-Oise. Le redécoupage des anciens départements de la Seine et de Seine-et-Oise fait que la commune appartient désormais au Val-d'Oise et son arrondissement de Pontoise après un transfert administratif effectif le 1er janvier 1968.
La commune faisait partie depuis 1793 du canton de Pontoise. Celui-ci est scindé en 1976 et Puiseux-Pontoise est rattaché au nouveau canton d'Osny. Une nouvelle modification intervient en 1985 et la commune intègre le canton de Cergy-Nord. Dans le cadre du redécoupage cantonal de 2014 en France, la commune fait désormais partie du canton de Cergy-1.
La commune fait partie du ressort du tribunal judiciaire ainsi que de commerce de Pontoise,.

### Intercommunalité
La commune fait partie de la ville nouvelle de Cergy-Pontoise, gérée par la Communauté d'agglomération de Cergy-Pontoise.

### Liste des maires
| Période           | Période                    | Identité                                      | Étiquette | Qualité                                                     |
| ----------------- | -------------------------- | --------------------------------------------- | --------- | ----------------------------------------------------------- |
| 14 février 1790   | 12 septembre 1791          | François Lemonnier                            |           | Curé et maire                                               |
| 13 septembre 1791 | 8 octobre 1792             | Pierre Charles Aubert                         |           |                                                             |
| 8 octobre 1792    | 14 brumaire an IV          | Jean-François Borain                          |           |                                                             |
| 15 brumaire an IV | 1813                       | Gabriel Ciza                                  |           |                                                             |
| 1813              | 1820                       | Alexandre Gilles Hercule Talour de la Cartrie |           |                                                             |
| 1820              | 1821                       | Jacques Marcel Foubert                        |           |                                                             |
| 1821              | 1865                       | Victor Bernard Stanislas Thomassin            |           | Fermier, propriétaire                                       |
| 1865              | 1870                       | Eugène Fontaine                               |           |                                                             |
| 1870              | Entre 1899 et 1905         | Théophile Thomassin                           |           |                                                             |
|                   |                            |                                               |           |                                                             |
| mai 1925          | avant 1950                 | Louis Thomassin                               |           | Agriculteur                                                 |
|                   |                            |                                               |           |                                                             |
| 1971              | 2001                       | Jean-Gérard Thomassin                         |           | Maraîcher                                                   |
| mars 2001         | En cours (au 29 juin 2021) | Thierry Thomassin                             |           | Maraîcher Fils du précédent Réélu pour le mandat 2020-2026, |

## Équipements et services publics

### Culture
L’ancienne distillerie d’alcool de betterave a été cédée en 2018 par la communauté d'agglomération de Cergy-Pontoise à Éric Vialatel, "patron des résidences sociales intergénérationnelles, des Maisons de Marianne et du Festival du Regard", qui la réhabilite afin d'y aménager une galerie d’art baptisée Marianne Art Gallery avec un rayonnement international consacré à la culture et à la production sur le thème des arts visuels et graphiques, (photographie, peinture, sculpture…).

### Autres équipements
Le centre de production florale de la communauté d'agglomération de Cergy-Pontoise, qui, en 2018, produit 170 000 plantes par an, est implanté à Puiseux-Pontoise, sur un site de 6 ha qui comprend 2 000 m2 de cultures sous serres,.
La commune accueille également le cimetière de la ville nouvelle.

## Population et société

### Démographie
L'évolution du nombre d'habitants est connue à travers les recensements de la population effectués dans la commune depuis 1793. Pour les communes de moins de 10 000 habitants, une enquête de recensement portant sur toute la population est réalisée tous les cinq ans, les populations de référence des années intermédiaires étant quant à elles estimées par interpolation ou extrapolation. Pour la commune, le premier recensement exhaustif entrant dans le cadre du nouveau dispositif a été réalisé en 2007.

En 2022, la commune comptait 593 habitants, en évolution de +9,01 % par rapport à 2016 (Val-d'Oise : +4 %, France hors Mayotte : +2,11 %).
| 1793 | 1800 | 1806 | 1821 | 1831 | 1836 | 1841 | 1846 | 1851 |
| ---- | ---- | ---- | ---- | ---- | ---- | ---- | ---- | ---- |
| 198  | 188  | 210  | 173  | 146  | 135  | 138  | 142  | 155  |

| 1856 | 1861 | 1866 | 1872 | 1876 | 1881 | 1886 | 1891 | 1896 |
| ---- | ---- | ---- | ---- | ---- | ---- | ---- | ---- | ---- |
| 162  | 187  | 171  | 182  | 189  | 190  | 223  | 240  | 244  |

| 1901 | 1906 | 1911 | 1921 | 1926 | 1931 | 1936 | 1946 | 1954 |
| ---- | ---- | ---- | ---- | ---- | ---- | ---- | ---- | ---- |
| 278  | 270  | 277  | 253  | 265  | 323  | 310  | 224  | 341  |

| 1962 | 1968 | 1975 | 1982 | 1990 | 1999 | 2006 | 2007 | 2012 |
| ---- | ---- | ---- | ---- | ---- | ---- | ---- | ---- | ---- |
| 307  | 366  | 330  | 282  | 175  | 422  | 471  | 474  | 410  |

| 2017 | 2022 | - | - | - | - | - | - | - |
| ---- | ---- | - | - | - | - | - | - | - |
| 603  | 593  | - | - | - | - | - | - | - |

## Économie

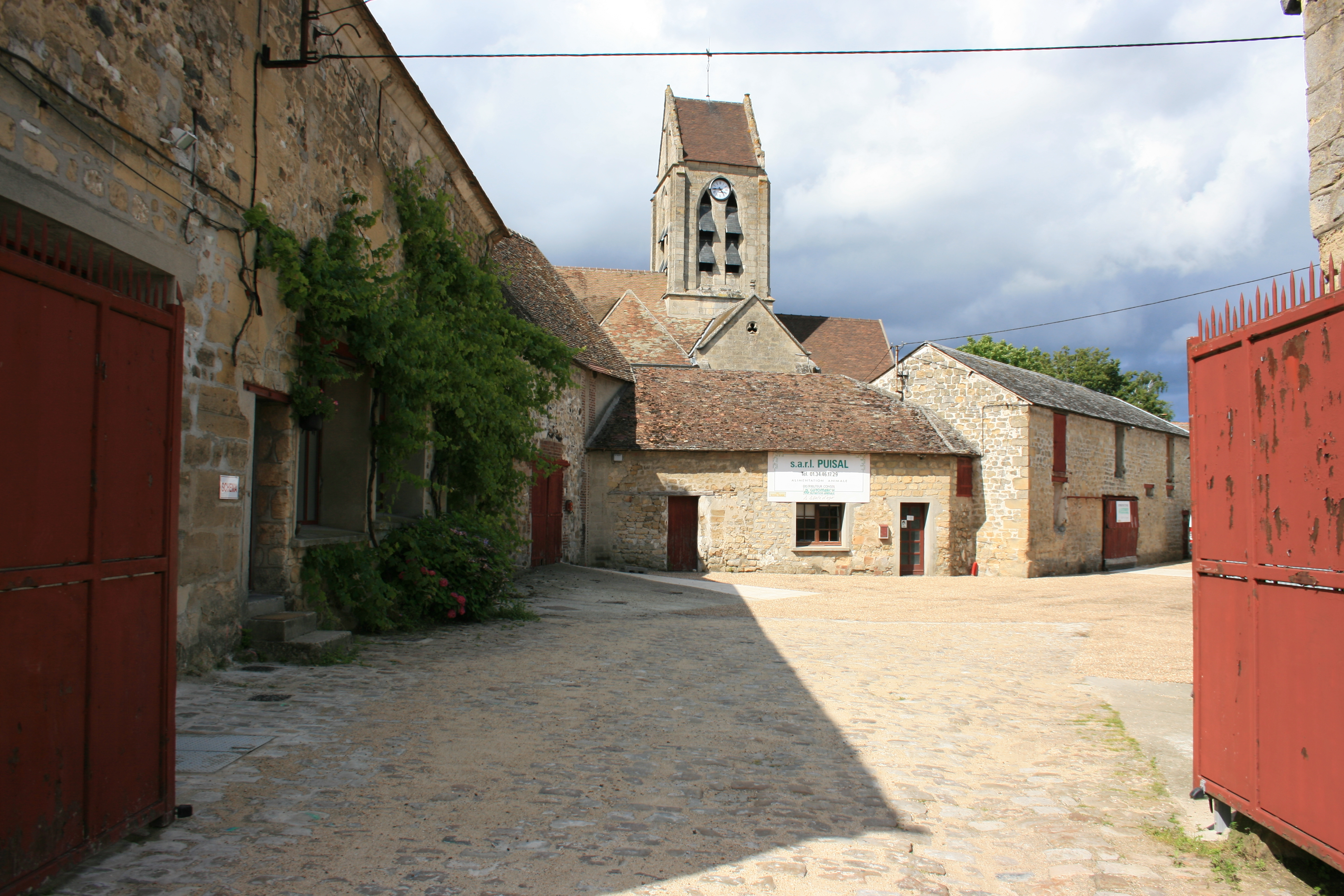
Zone d'activité de la cour de l'église.

La commune dispose d'une zone d'activité, où un entrepôt de 52 243 m2 est construit en 2018 pour la société Panhard pour accueillir une entreprise de logistique.

## Culture locale et patrimoine

### Lieux et monuments
Puiseux-Pontoise compte deux monuments historiques sur son territoire :
- Église Saint-Pierre-et-Saint-Paul, rue de l'Église (inscrite monument historique en  1966[31])

Sa fondation est antérieure au XIIe siècle, et sa nef d'origine, très simple est basse, a subsisté jusqu'en 1895. Grâce à la générosité de la famille Thomassin, elle a été substituée à une nef néo-gothique avec bas-côtés et chapelles, qui a été bénite en 1898. Au moins son vaisseau central imite bien le style gothique en vigueur pendant la première moitié du règne de saint Louis, qui est celui du transept des années 1230. Ses croisillons étaient d'emblée conçus pour se raccorder à des bas-côtés, mais ne communiquaient avec la nef que par des passages provisoires. En s'ouvrant largement sur le transept, la construction néo-gothique met enfin en valeur les parties anciennes de l'église, et forme avec eux un espace presque homogène. Sans toucher aux colonnettes à chapiteaux anciennes, la croisée du transept et le croisillon nord ont été revoûtés à la période flamboyante, au début du XVIe siècle, et les délicats réseaux des fenêtres des croisillons datent de cette époque, ainsi que le clocher en bâtière qui s'élève au-dessus de la croisée du transept.
Son style est assez insipide comparé à la plupart des autres clochers du Vexin français. La partie la plus ancienne de l'église est le petit chœur rectangulaire au chevet plat. Extrêmement austère à l'extérieur, il se distingue néanmoins par une belle petite voûte à six branches d'ogives des années 1190/1210, qui constitue une curiosité archéologique : ce type de voûte est habituellement réservé aux grandes églises.
On peut également signaler : 
- Ancienne distillerie de betteraves
- Croix de cimetière (classée monument historique en 1938[33])

Seuls le grand socle carré et la base du fût remontent au XIIIe siècle. À en juger d'après cette base, le fût actuel remplace certainement une colonnette à chapiteau assez mince. Il a été refait au XVIIe ou XVIIIe siècle, ainsi que la croix.

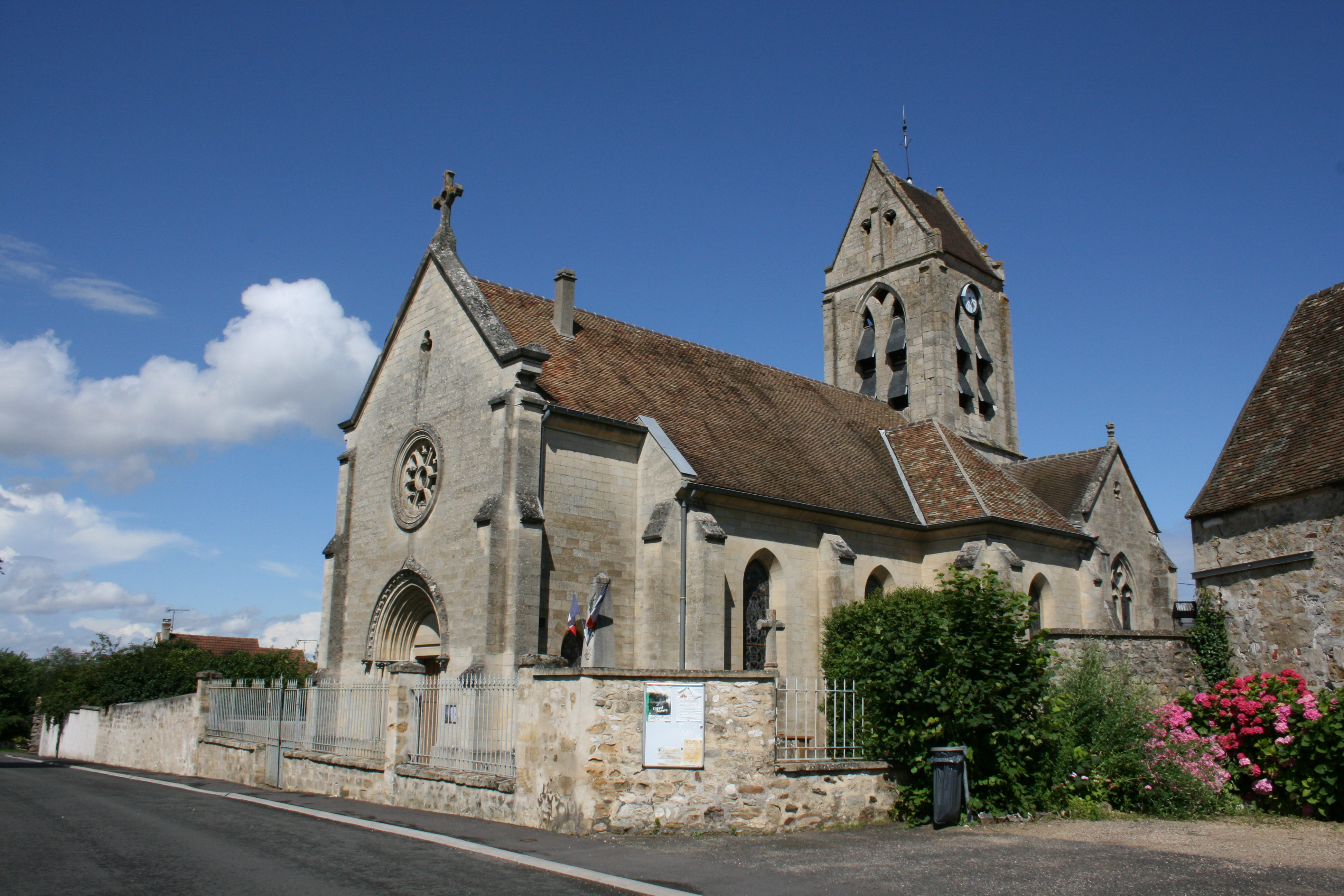
Église Saint-Pierre.
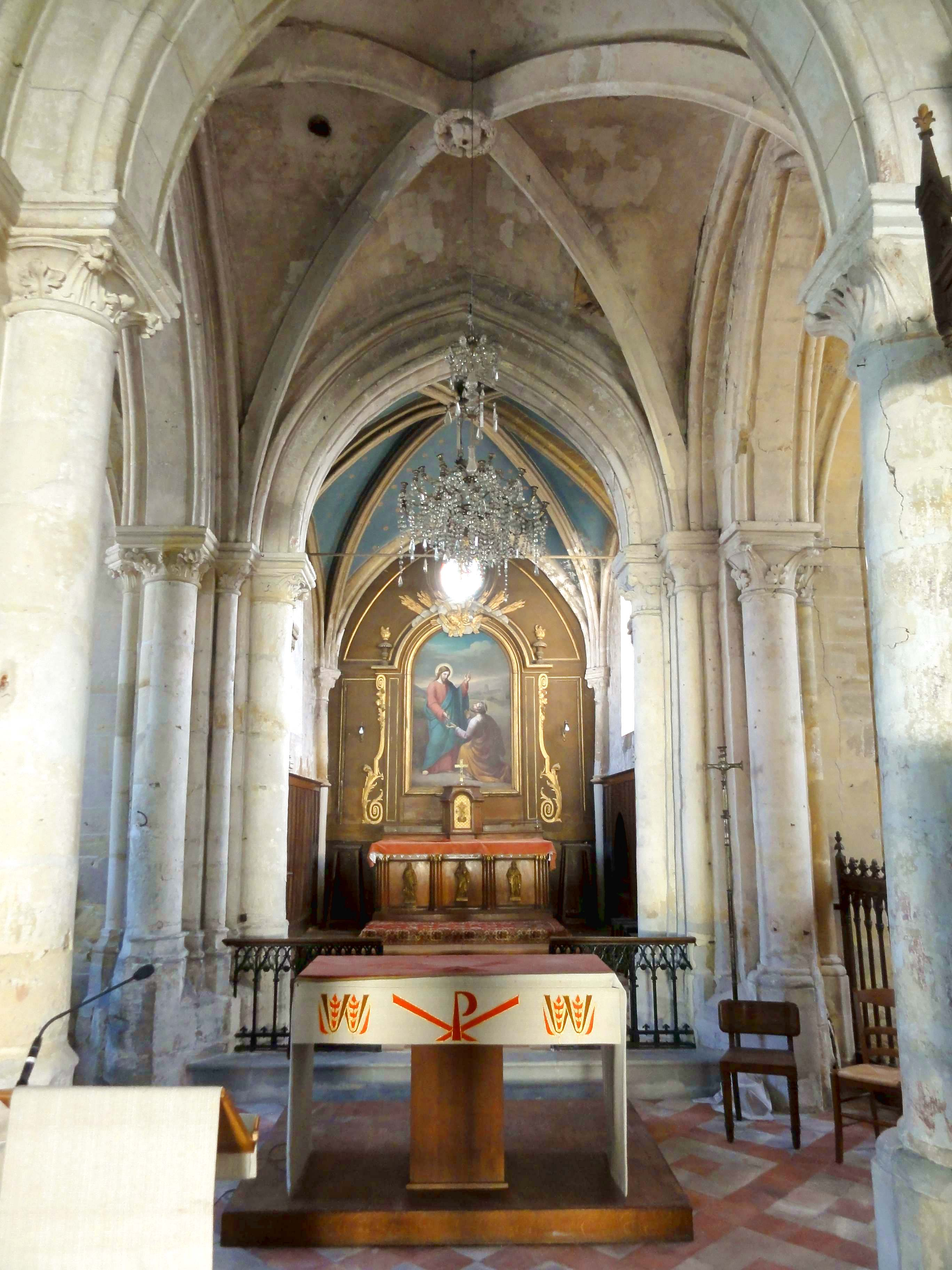
Le chœur et l'autel de l'église.
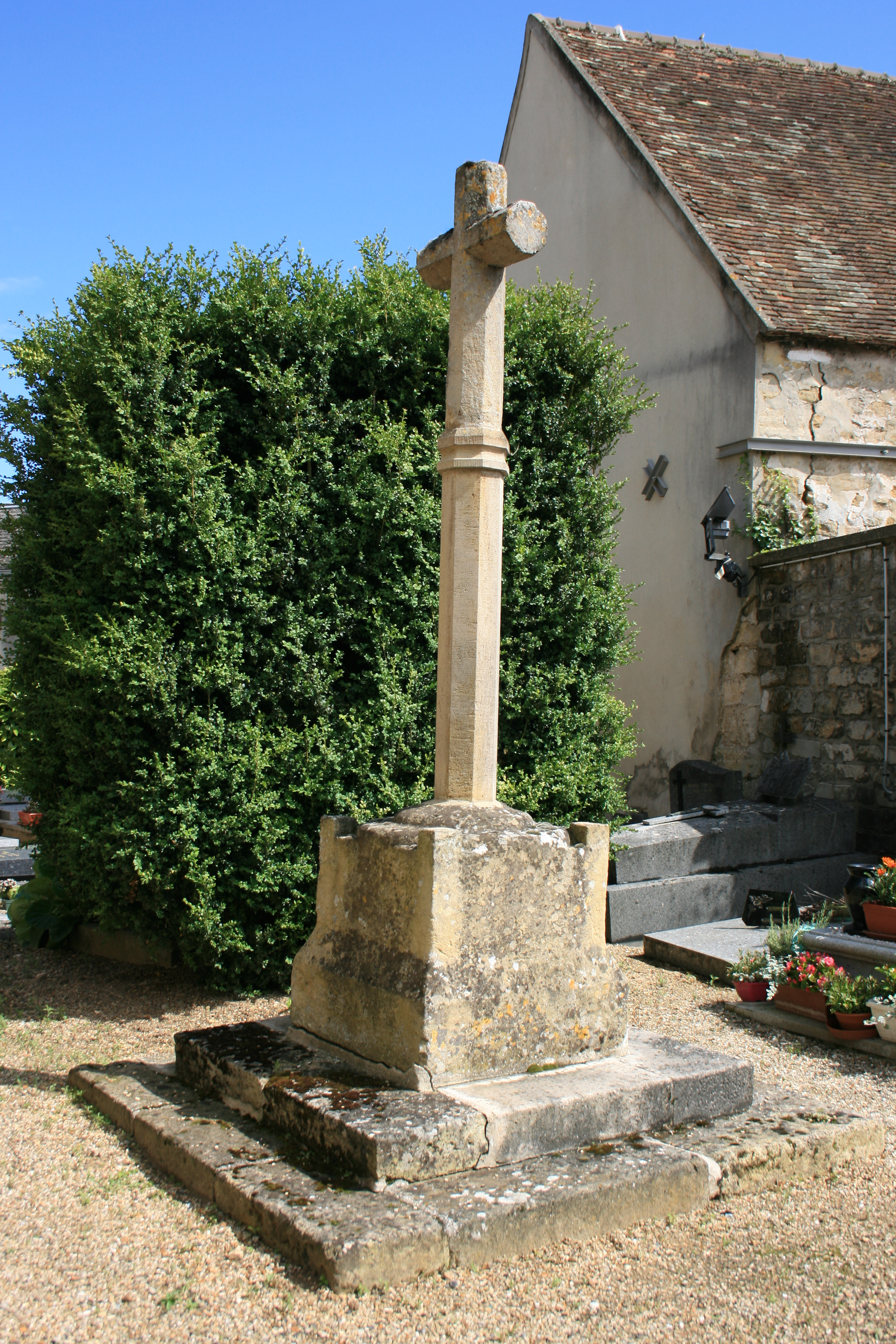
Croix de cimetière.